# Leo van der Kroft

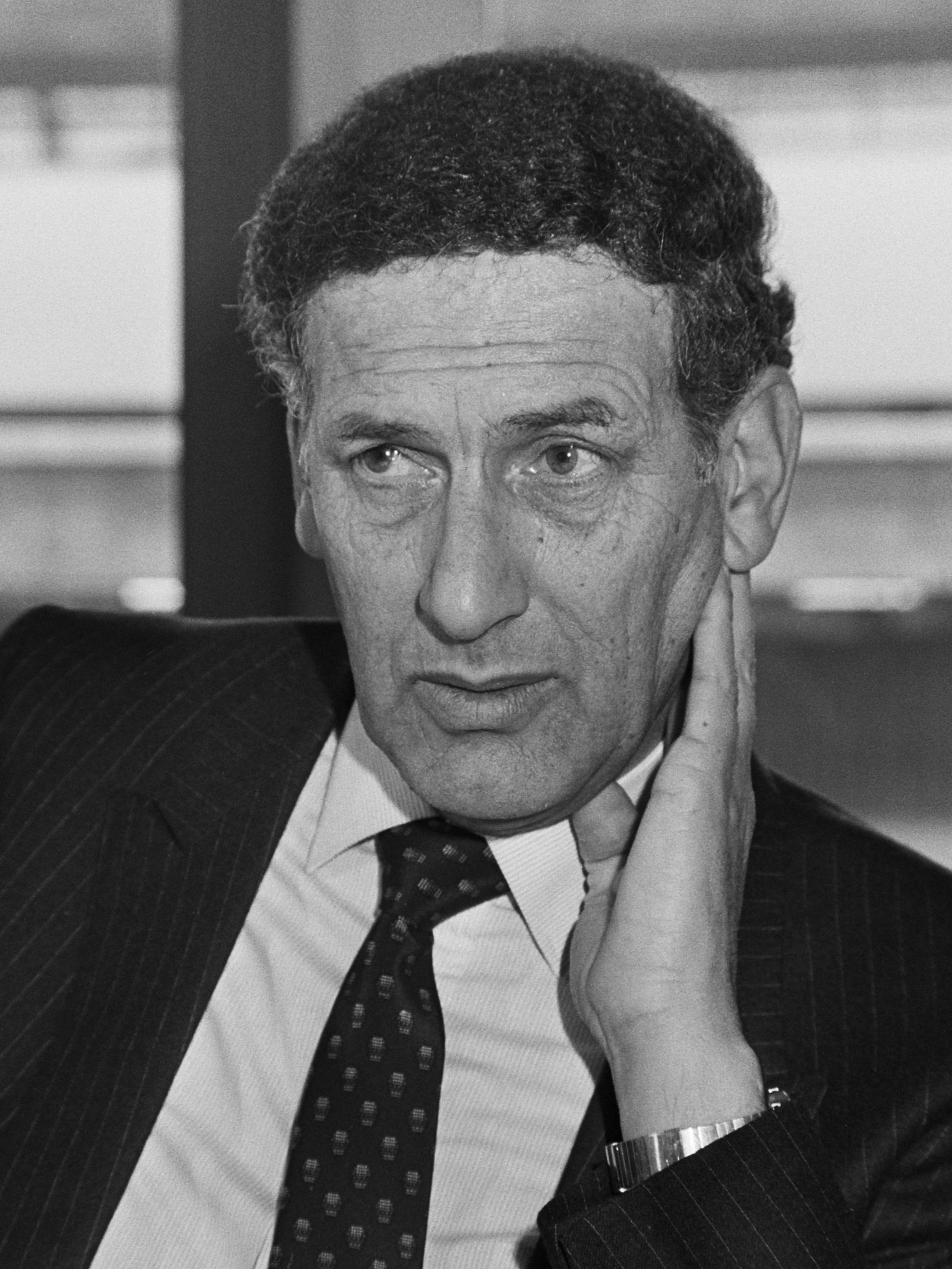
Leo van der Kroft (1981)

Leonardus Wilhelmus (Leo) van der Kroft (Den Haag, 2 februari 1929 – Rijswijk, 24 november 2016) was een Nederlands voetbalscheidsrechter.

## Biografie
Van der Kroft floot vanaf seizoen 1966/67 in het Nederlands betaald voetbal. Vanaf 1970 leidde hij tevens internationale wedstrijden. Op 13 augustus 1972 deelde hij in De Kuip de eerste gele kaart in de Eredivisie uit, aan Chris Kronshorst van N.E.C., en drie minuten later de tweede aan Willem van Hanegem van Feyenoord.
In 1974 was hij scheidsrechter bij een wedstrijd tussen Engeland en Schotland in het kader van het British Home Championship. In het Hampden Park in Glasgow zaten 95.000 toeschouwers.
In 1976 kreeg hij veel kritiek toen hij tijdens de kwartfinale Europacup 1 wedstrijd tussen Borussia Mönchengladbach en Real Madrid CF twee doelpunten van Borussia afkeurde. Hoewel de UEFA protesten van Borussia Mönchengladbach terzijde legde, besloot de FIFA om de invitatie aan Van der Kroft om te fluiten tijdens de Olympische Zomerspelen 1976 in te trekken. Voor Van der Kroft, die met het evenement afscheid had willen nemen als scheidsrechter, was dit een grote teleurstelling. Later besloot de FIFA om Van der Kroft alsnog uit te nodigen voor de Olympische Spelen. Toen bleek dat hij vermoedelijk slechts als grensrechter zou mogen optreden, bedankte hij voor de eer. Met een wedstrijd tussen Go Ahead Eagles en PSV in de laatste speelronde van de Eredivisie 1975/76 nam hij vanwege het bereiken van de leeftijdsgrens voor scheidsrechters (47 jaar) afscheid van zijn actieve loopbaan.
Na zijn carrière was hij bestuurlijk actief in scheidsrechtercommissies van de KNVB, UEFA en FIFA. Samen met collega-scheidsrechters Jef Dorpmans, Charles Corver, Jan Godding en Frans Derks richtte Van der Kroft in 1971 de Belangenvereniging Scheidsrechters Betaald Voetbal (BSBV) op. Op 13 oktober 2000 werd hij door de KNVB benoemd tot bondsridder. Na ruim 60 jaar lidmaatschap van ADO Den Haag werd hij in 2011 benoemd tot lid van verdienste.
Van der Kroft overleed op 87-jarige leeftijd.